# 小野稔 (内閣府官僚)
小野 稔（おの みのる）は、日本の内閣府官僚。経済社会総合研究所総括政策研究官、消費者庁審議官、農林水産省大臣官房審議官等を経て、財務総合政策研究所副所長を務めた。

## 人物・経歴
秋田県南秋田郡八郎潟町出身。秋田県立秋田高等学校を経て、1985年一橋大学法学部卒業、経済企画庁入庁。外務省在チェコ日本国大使館、日本輸出入銀行海外投資研究所、総務省公害等調整委員会事務局、総合研究開発機構などに出向し、2007年内閣府大臣官房参事官。
2009年食品安全委員会事務局勧告広報課長。2010年国土交通省都市・地域整備局離島振興課長。2011年内閣府大臣官房参事官（政府広報室）、内閣官房内閣参事官（内閣広報室）。同年経済社会総合研究所総務部長。2012年経済社会総合研究所景気統計部長併任。
2013年公正取引委員会事務総局中部事務所長。2015年経済社会総合研究所総括政策研究官、内閣府大臣官房審議官、官民競争入札等監理委員会事務局長。2016年消費者庁審議官。
2018年農林水産省大臣官房審議官兼食料産業局付、2020年東京オリンピック･パラリンピック競技大会関係府省庁連絡会議東京都との連絡協議会幹事。2019年財務省大臣官房参事官兼財務総合政策研究所副所長。2022年内閣府政策統括官（経済財政分析担当）付経済動向特別分析官。